# Джошуа Рамос
Джошуа Мітчелл Рамос (англ. Joshua Mitchell Ramos; нар. 25 квітня 2000, Сібрінг, Флорида, США) — професійний футболіст, захисник клубу Першої ліги ЮСЛ «Саут Джорджия Тормента». Народився на континентальній частині США, але на міжнародному рівні представляє національну збірна Американських Віргінських Островів.

## Клубна кар'єра
У 2018 році закінчив середню школу Себрінга. Під час свого останнього року навчання в школі забив найбільше м'ячів і віддав найбільше результативних передач за команду — 14 і 15 відповідно. На юнацькому рівні грав за «Олберндейл Скрім» з Юнацької Суперліги USL. Виступав за клуб до 2018 року.
У жовтні 2018 року став одним з гравців команди, яка вирушила до Мадрида на матчі проти «Хетафе», «Реала Вальядоліда» та клубів з нижчих дивізіонів, завдяки чому потрапив у поле зору у скаутів з Іспанії та Португалії. Також брав участь у тренуваннях з «Атлетіко» (Мадрид).
У 2019 році було оголошено, що Рамос приєднається до латвійського клубу «Альбатрос», але зрештою приєднався до «Олайне» з Другої ліги Латвії, третього футбольного рівня в країні. Початкова угода була розрахована на два з половиною місяці. Дебютував за клуб 26 травня у програному (1:2) поєдинку проти «Калупе», у результаті якої «Олайне» вибув у першому раунді Кубку Латвії 2019. Дебютував у чемпіонаті за клуб чотири дні по тому, вийшов у стартовому складі у переможному (4:1) проти ДСВК «Тракторс». 2 червня зіграв свій другий матч у другій лізі, вийшов у стартовому складі та зіграв усі 90 хвилин у нічийному (1:1) поєдинку проти «Лієлупе». Протягом чемпіонського сезону 2019 року провів три матчі за клуб, відзначився одним голом, 5 червня його в переможному (3:2) поєдинку проти «Альянсу», який виявився останнім у футболці «Олайне». Незважаючи на вдалу гру, не потрапив до заявки команди на наступний сезон. Також до гравця проявляв інтерес один з грандів латвійського футболу, «Вентспілс».
У вересні 2019 року Рамос повернувся до Сполучених Штатів і виступав за футбольний клуб «Вінтер Хейвен Юнайтед» з UPSL і швидко виграв нагороду найкращого гравця матчу. Повернувся в клуб і на сезон 2020 року. У 2022 році Джошуа і його брат Ділан перейшли до клубу «Лейкленд Юнайтед» з UPSL. Вони стали двома першими чинними гравцями клубу з досвідом виступів у збірній, коли у червні того ж року їх викликали на матчі Ліги націй C КОНКАКАФ 2022/23.
У березні 2022 року стало відомо, що Рамос буде грати у Сполучених Штатах за футбольну команду колежєу «Родраннерс» із Коледжу Далтона. Загалом провів 36 матчів за команду, відзначився 14-ма голами, перш ніж завершити навчання після закінчення сезону 2023 року. Після закінчення навчання приєднався до клубу Першої ліги USL «Тормента», з яким уклав 1-річний договір на сезон 2024 року з можливістю клубу продовжити його ще на один рік.

## Кар'єра в збірній
Дебютував за національну збірну Американських Віргінських Островів 16 листопада 2019 року в матчі Ліги націй C КОНКАКАФ 2019/20 проти Кайманових Островів. Після цього зіграв ще у двох матчах вище вказаного турніру. У березні 2021 року Рамос був включений до складу команди Жилберто Даміано з 23 гравців для матчів кваліфікації чемпіонату світу 2022 року, що відбудуться згодом того ж місяця. Вийшов у стартовому складі та зіграв повний матч у стартовій поразці команди від Антигуа і Барбуди (0:3).

## Статистика виступів у збірній

### По роках
Станом на 7 вересня 2023 року
| Національна збірна              | Рік     | Матчі | Голи |
| ------------------------------- | ------- | ----- | ---- |
| Американські Віргінські Острови | 2019    | 2     | 0    |
| Американські Віргінські Острови | 2020    | 0     | 0    |
| Американські Віргінські Острови | 2021    | 5     | 0    |
| Американські Віргінські Острови | 2022    | 3     | 0    |
| Американські Віргінські Острови | 2023    | 2     | 0    |
| Загалом                         | Загалом | 12    | 0    |

### По матчах
Станом на 16 листопада 2023 року
| Міжнародні виступи                                        | Міжнародні виступи | Міжнародні виступи                                                  | Міжнародні виступи               | Міжнародні виступи | Міжнародні виступи                 | Міжнародні виступи |
| #                                                         | Дата               | Місце                                                               | Суперник                         | Результат†         | Змагання                           |                    |
| 2019                                                      | 2019               | 2019                                                                | 2019                             | 2019               | 2019                               | 2019               |
| --------------------------------------------------------- | ------------------ | ------------------------------------------------------------------- | -------------------------------- | ------------------ | ---------------------------------- | ------------------ |
| 1                                                         | 16 листопада       | Спортивний комплекс Трумена Боддена, Джорджтаун (Кайманові Острови) | Кайманові Острови                | 0–2                | Ліга націй C КОНКАКАФ 2019/20      |                    |
| 2                                                         | 19 листопада       | Бетлегем Соккер, Санта-Крус (Віргінські острови)                    | Спільнота Сен-Мартен\|Сен-Мартен | 1–2                | Ліга націй C КОНКАКАФ 2019/20      |                    |
| 2021                                                      |                    |                                                                     |                                  |                    |                                    |                    |
| 3                                                         | 21 березня         | Тренувальне поле на стадіоні «Інтера» (Маямі), Форт-Лодердейл, США  | Ангілья                          | 0–0                | Товариський матч                   |                    |
| 4                                                         | 27 березня         | Бетлегем Соккер, Санта-Крус (Віргінські острови)                    | Антигуа і Барбуда                | 0–3                | кваліфікація чемпіонату світу 2022 |                    |
| 5                                                         | 30 березня         | Кірані Джеймс, Сент-Джорджес, Гренада                               | Гренада                          | 0–1                | кваліфікація чемпіонату світу 2022 |                    |
| 6                                                         | 2 червня           | Естадіо Панамерикано, Сан-Кристобаль, Домініканська Республіка      | Монтсеррат                       | 0–4                | кваліфікація чемпіонату світу 2022 |                    |
| 7                                                         | 5 червня           | Бетлегем Соккер, Санта-Крус (Віргінські острови)                    | Сальвадор                        | 0–7                | кваліфікація чемпіонату світу 2022 |                    |
| 2022                                                      |                    |                                                                     |                                  |                    |                                    |                    |
| 8                                                         | 3 червня           | Стадіон Рігнаал 'Жан' Франсіска, Віллемстад, Кюрасао                | Сінт-Мартен                      | 1–1                | Ліга націй С КОНКАКАФ 2022/23      |                    |
| 9                                                         | 6 червня           | Бетлегем Соккер, Санта-Крус (Віргінські острови)                    | Острови Теркс і Кайкос           | 3–2                | Ліга націй С КОНКАКАФ 2022/23      |                    |
| 10                                                        | 14 червня          | Стадіон Рігнаал 'Жан' Франсіска, Віллемстад, Кюрасао                | Бонайре                          | 0–2                | Ліга націй С КОНКАКАФ 2022/23      |                    |
| 2023                                                      |                    |                                                                     |                                  |                    |                                    |                    |
| 11                                                        | 28 березня         | Бетлегем Соккер, Санта-Крус (Віргінські острови)                    | Сінт-Мартен                      | 1–2                | Ліга націй С КОНКАКАФ 2022/23      |                    |
| 12                                                        | 7 вересня          | Бетлегем Соккер, Санта-Крус (Віргінські острови)                    | Кайманові Острови                | 2–2                | Ліга націй С КОНКАКАФ 2022/23      |                    |
| 13                                                        | 17 жовтня          | Спортивний комплекс Трумена Боддена, Джорджтаун, Кайманові Острови  | Кайманові Острови                | 1–2                | Ліга націй С КОНКАКАФ 2022/23      |                    |
| 14                                                        | 16 листопада       | Бетлегем Соккер, Санта-Крус (Віргінські острови)                    | Аруба                            | 1–4                | Ліга націй С КОНКАКАФ 2022/23      |                    |
| †голи Американських Віргінських островів вказані першими. |                    |                                                                     |                                  |                    |                                    |                    |

## Особисте життя
Брат, Ділан, грає на позиції воротаря. Після того, як у 2019 році Highlands News-Sun All-Highlands Boys його назвали найкращим футболістом року, поїхав до Іспанії зі своїм братом на перегляд у «Реал Вальядолід».